# Herman af Sillén

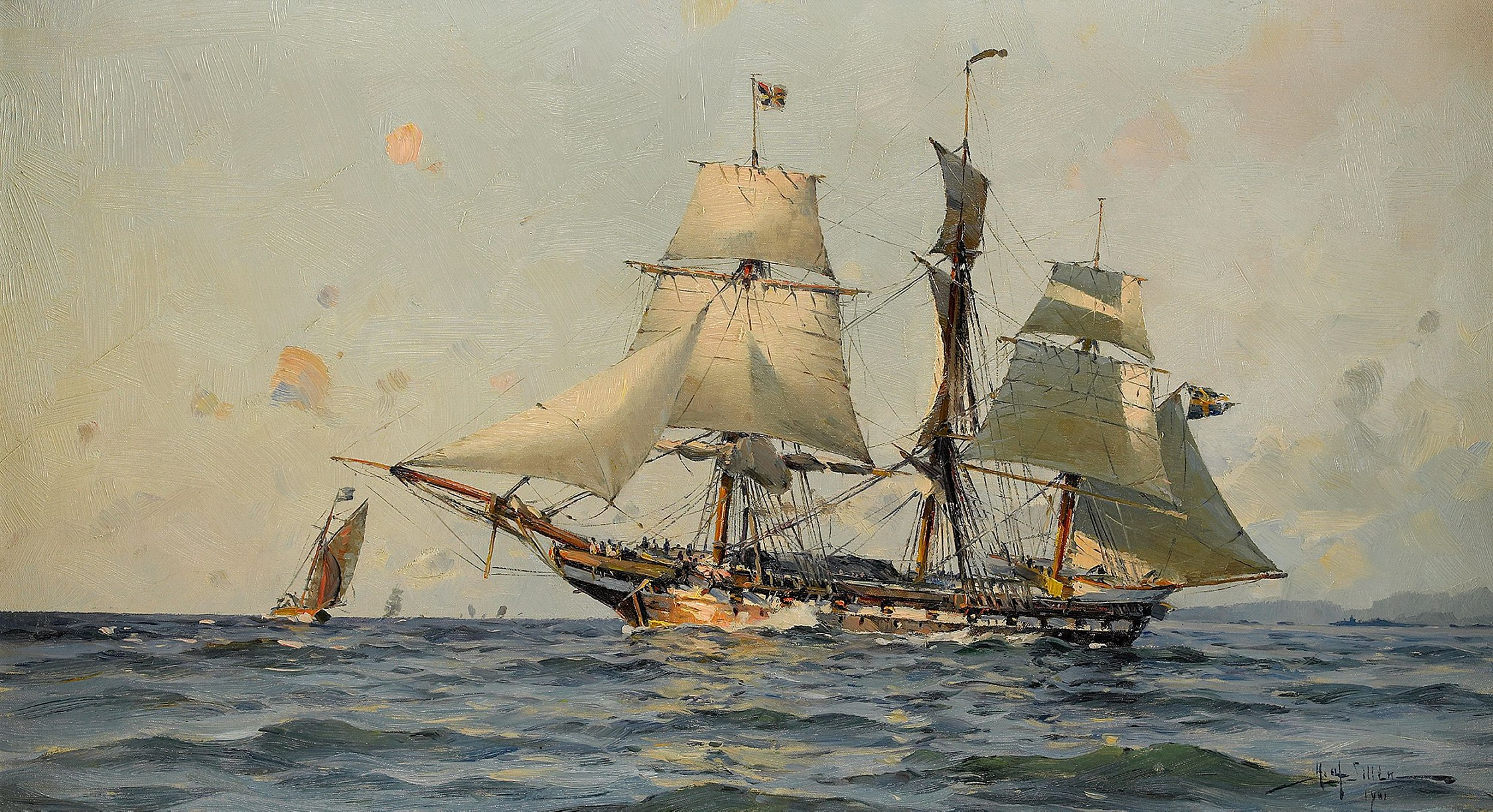
Svenskt örlogsfartyg (1901)

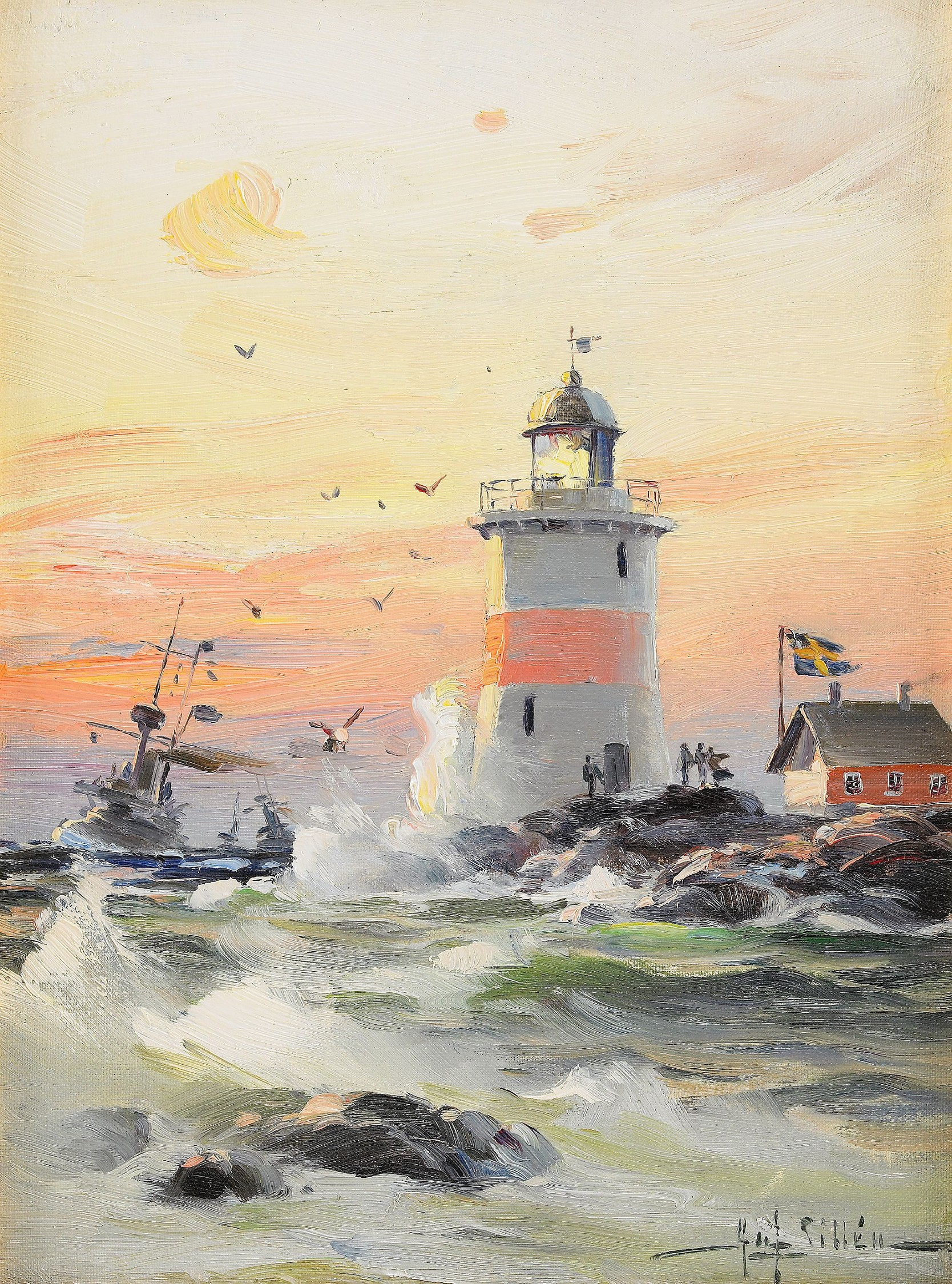
Kustlandskap med fyr

Herman Gustaf af Sillén, född 20 maj 1857 i Stockholm, död där för egen hand 29 december 1908, var en svensk militär, marinmålare och tecknare.

## Biografi
Vid 13 års ålder gick af Sillén in som kadett vid flottan och medföljde åren 1871–1876 på resor med korvetterna af Chapman och Norrköping över Nordsjön och norra Atlanten. År 1876 blev han underlöjtnant och gjorde ytterligare resor med Norrköping, Eugenie, Balder och Vanadis. Hans intresse för konst väcktes tidigt och på 1880-talet tog han några lektioner i akvarellmåleri för Hulda Schenson men det var först i 30-årsåldern som han fick möjlighet att studera konst på riktigt under en längre tjänstledighet. Han studerade på Académie Colarossi i Paris 1887 och fick samtidigt undervisning i marinmåleri av norrmannen Frithjof Smith-Hald. Under några veckors vistelse i Le Havre målade han bland annat Infarten till Le Havre och Afton på normandiska kusten och under de följande åren producerade han en rad skickligt utförda marinmålningar. Han blev mer självständig i sitt marinmåleri och fick under en vistelse i Berlin tillfälle att måla i Hans Gudes ateljé. Den marina tjänsten kom dock  att uppta hans största tid och målningen fick ske på fritiden. Han var andre officer på Oskar II:s chefsfartyg Drott 1883, sekond 1894 och chef 1898. Han avancerade i graderna och blev kommendörkapten av andra graden 1897 och av första graden 1901. 
Sillén var huvudsakligen stationerad i Stockholm men 1900–1904 var han chef för exercis- och underbefälsskolorna vid flottans station i Karlskrona. Han var tjänstledig några månader 1904–1905 och kunde då helt ägna sig åt konsten samt propagera för bildandet av ett svenskt marinhistoriskt museum. Den marina tjänstgöringen skänkte Sillén en erfarenhetsmässig kunskap om flytetyg och hav som var ovärderlig för hans verksamhet som marinmålare. Men den dubbla förankringen var inte enbart av godo. Hans officerskamrater menade att han arbete med pensel och färg måste ursäktas med tanke på de upphöjda motiven och kollegerna bland målarna tog honom sällan på allvar som konstnär utan betraktade honom som en amatör som kunde åstadkomma rätt hyggliga dukar. I ett avseende hade Silléns kritiska och lite avundsamma kolleger rätt, han tecknade stundom bristfälligt. Det var därför naturligt när han kom till Académie Colarossi 1887 att han främst ville arbeta och se resultat i olja på duk. Hans impulsiva temperament krävde snabba resultat och tecknandets ädla konst fodrar mer tålamod av sina utövare. I likhet med flertalet svenska konstnärer i Paris i slutet av 1880-talet var han traditionellt inställd i sin konstuppfattning. Den impressionistiska stilen som kom fram vid tidpunkten anammades visserligen av Sillén, men han sneglade samtidigt på 1600-talets nederländska mästare som kunde handskas med båtar och atmosfären runt vatten. 
Det oscarianska samhället var i stor utsträckning orienterat mot Berlin och de franska influenserna förbleknade. Från att ha använt impressionisternas korta streck gick han över till expressionistisk kraftigt snirklande linjeföring som Gude använde i sin ateljé. Sillén var den förste svenske marinmålare som ägnade sig åt att skildra moderna pansarfartyg. Övergången från segelfartyg till ångfartyg fick en betydelse även i konsten och den tekniska omställningen skiljer ut en ny grupp motiv. Tillsammans med amiralen och marinmålaren Jacob Hägg ansvarade Herman af Sillén för Flottans paviljong på Stockholms allmänna konst- och industriutställning 1897. Erfarenheterna från denna gjorde att de tillsammans började planera för ett Sjökrigshistoriskt museum i Stockholm. För Silléns del blev det inte något mer i och med hans bortgång 1908. Jacob Hägg närde dock dessa planer ända till sin död. Museet blev aldrig verklighet men större delen av det tänkta innehållet kom sedan att visas på Sjöhistoriska museet, öppnat 1938. Sillén medverkade i en konstutställning i Göteborg 1891 och i samlingsutställningar arrangerade av Konstföreningen för södra Sverige samt samlingsutställningar i Berlin, München, Washington och Philadelphia. En minnesutställning med hans konst visades på Sjöhistoriska museet i Stockholm 1942 och flera av hans målningar har reproducerats i svenska och utländska tidskrifter. Han illustrerade en serie artiklar under namnet Till sjöss med svenska flottan för tidningen Allers Familj-Journal. Han anses vara en av Sveriges främste marinmålare. Som sådan är han känd för sin förmåga att återge vattenytan på ett trovärdigt sätt. Sillén är representerad vid Nationalmuseum, Kungliga slottet, Sjöhistoriska museet. Kejsar Vilhelm II av Tyskland förvärvade en monumental målning av flottparaden vid invigningen av Kielkanalen 1895 och rumänska drottningen förvärvade en målning som placerades på slottet i Cotroceni. Han tilldelades Litteris et artibus 1894.   
Herman af Sillén var son till landssekreteraren Gustaf Otto Probus af Sillén och Octavia Vilhelmina Helin. Från 1881 var han gift med Adèle Anna Viktoria Björklund. Herman af Sillén är begraven på Solna kyrkogård.